# Аннака

36°19′35″ пн. ш. 138°53′14″ сх. д. / 36.32639° пн. ш. 138.88722° сх. д.
Анна́ка (яп. 安中市, あんなかし, МФА: [annaka ɕi̥])  — місто в Японії, в префектурі Ґумма.

## Короткі відомості
Розташоване на південному заході префектури. Виникло на основі середньовічного призамкового містечка самурайського роду Ітакура та постоялих містечок на Середгірському шляху. Отримало статус міста 2006 року. Основою економіки є хімічна промисловість, виробництво електроприладів, туризм. В місті розташовані гарячі джерела Ісобе та пам'ятка природи — алея криптомерій вздовж Середгірського шляху. Станом на 1 жовтня 2007 площа міста становила 276,34 км². Станом на 1 серпня 2008 населення міста становило 61 934 осіб.

## Уродженці
- Ніїдзіма Дзьо (1843–1890) — педагог, засновник Університету Досіся